# Michael Dapaah
Michael Dapaah (* 10. ledna 1991) je britský rapper, herec a komik. Je známý především svými uměleckými jmény Big Shaq, Roadman Shaq nebo též MC Quakez. Proslavil se svou písní „Man's Not Hot“, kterou na YouTube vydal v roce 2017 a zhlédlo ji více než 345 milionů lidí. Svou kariéru zahájil kratkými komediálními skeči, které nahrával na internet. Následně měl na YouTube vlastní mockumentární pořad SWIL.